# Megan (album)
Megan è il terzo album in studio della rapper statunitense Megan Thee Stallion, pubblicato il 28 giugno 2024 dalla Hot Girl Productions.

## Antefatti
Il 19 ottobre 2023, dopo essersi separata dalla 1501 Certified Megan annuncia, tramite una diretta su Instagram, che il suo futuro album sarebbe stato autofinanziato da lei e che concettualmente, in base alle immagini e ai titoli dei singoli, il progetto avrebbe seguito un tema e un motivo rettilinei.
Il 2 febbraio 2024 la rapper ha firmato un accordo di distribuzione con la Warner Music Group che le avrebbe concesso il controllo creativo di un artista indipendente, ma l'accesso alle risorse dell'etichetta.

## Pubblicazione e promozione

### Singoli
Cobra, il primo singolo ufficiale estratto da Megan, pubblicato il 3 novembre 2023, ha debuttato nella Billboard Hot 100 al 32º posto, rimanendo per 2 settimane nella classifica.
Hiss, il secondo singolo ufficiale, pubblicato il 26 gennaio 2024, ha raggiunto una notevole notorietà globale debuttando nella vetta della Billboard Hot 100 e della Billboard Global 200, divenendo il primo brano solista di una rapper a riuscirci, nonché diventa anche la sua terza numero uno in madrepatria e la sua prima da solista. Il brano muove dei dissing nei confronti di Drake, Tory Lanez, Nicki Minaj e suo marito Kenneth Petty.
Boa, il terzo singolo ufficiale, pubblicato il 10 maggio 2024, ha debuttato nella Billboard Hot 100 al 39º posto, rimanendo anch'esso per 2 settimane nella classifica.

### Tournée
Il 20 marzo 2024 la rapper ha annunciato il suo primo tour tra Stati Uniti ed Europa, l'Hot Girl Summer Tour, contenente 35 tappe in totale. Il tournée ha avuto inizio il 14 maggio 2024 a Minneapolis e si è conclusa il primo agosto 2024 al Lollapalooza di Chicago.

## Accoglienza
Karen Gwee di NME ha scritto che il progetto discografico «scorre con un livello nettamente superiore di audacia creativa», trovandolo più coeso rispetto agli album precedenti. Gwee ha scritto che «Megan era spesso aggressiva; qui, punge con precisione velenosa» e «si espande, estraendo diversi aspetti della sua identità e personalità a suo piacimento». Maria Sherman dell'Associated Press ha inoltre rilevato che la rapper «suona forte come sempre, in cima a riff stridenti e synth svolazzanti», perché «in questo album, Megan è più interessata a esorcizzare i demoni che le hanno affibbiato gli hater».
Rachel Aroesti del The Guardian ha elogiato il flow «soddisfacentemente vivace e frizzante» della rapper, spiegando che «il mondo di Megan è fatto di falsi amici, relazioni reciprocamente adulterine e tradimenti incessanti, stimolati dalla gelosia», che tuttavia «sembra solo l'apice deprimente dell'isolamento di questo fenomeno rap oppressivamente ombelicale». Alphonse Pierre di Pitchfork ha definito Megan «un album disomogeneo, così preoccupato di dare a ogni singolo tipo di fan esattamente ciò che vuole», pur comprendendo le «pressioni, soprattutto nel rap, dove le donne di successo sono storicamente scartate rapidamente».

## Tracce
1. Hiss – 3:12 (Megan Pete, Shawn "Source" Jarrett, Joel Banks, Taylor Banks)
2. Rattle – 3:25 (B. Session, J. Mason, M. Pete)
3. Figueroa – 2:23 (K. Scott, J. Mason, M. Pete)
4. Where Them Girls At – 3:11 (J. Mason, K. Williams, J Fountain, M. Pete)
5. Broke His Heart – 2:39 (A. Davis, B. Chambers, D. Gray, J. Houston, J. Jenkins, J. Temple, M. Pete)
6. B.A.S. (feat. Kyle Richh) – 3:26 (H. Fasheun, J. Mason, M. Brockert, M. Pete)
7. Otaku Hot Girl – 2:38 (J. Banks, M. Pete, T. Banks)
8. Find Out – 2:35 (C. Mitchell, D. Round, D. Smith, M. Pete, S. Gloade, S. Lindley)
9. Boa – 2:34 (Derrick Grey, Julian Mason, Gwen Stefani, Linda Perry, M. Pete)
10. Mamushi (feat. Yuki Chiba) – 2:36 (K. Ota, M. Pete, Y. Chiba)
11. Accent (feat. GloRilla) – 3:19 (B. Wilson, G. Woods, J. Banks, M. Pete, S. Jarrett, T. Banks)
12. Paper Together (feat. UGK) – 3:35 (B. Freeman, C. Butler, J. Houston, K Price, M. Pete)
13. Spin (feat. Victoria Monét) – 3:07 (Henry, M. Pete, V. McCants, Y. Ayal)
14. Down Stairs DJ – 2:44 (C. Mays, M. Pete)
15. Miami Blue (feat. Big K.R.I.T., Buddah Bless) – 2:37 (J. Gayton, J. Scott, M. Pete, T. Douglas)
16. Worthy – 2:19 (M. Pete, R. Gueringer)
17. Moody Girl – 2:47 (A. Holmesl, C. Martin, J. Houston, M. Gay, M. Pete)
18. Cobra – 2:48 (D. Grey, J. Banks, S. Jarett, M. Pete, T. Banks)

## Classifiche
| Classifica (2024) | Posizione massima |
| ----------------- | ----------------- |
| Australia         | 94                |
| Canada            | 53                |
| Nuova Zelanda     | 33                |
| Regno Unito       | 97                |
| Stati Uniti       | 3                 |

## Megan: Act II
Megan: Act II è la riedizione del terzo album in studio della rapper statunitense Megan Thee Stallion Megan, pubblicato il 25 ottobre 2024 dall'etichetta discografica Hot Girl Productions.

### Antefatti
Nell'agosto del 2021 la rapper ha collaborato con la band coreana BTS al remix del singolo di successo Butter. Il 29 agosto 2024 la rapper ha iniziato a pubblicare su X le emoji "🐎X💜 👀" indicando una nuova collaborazione con i BTS: il giorno dopo l'account X del gruppo musicale ha repostato "🐎X🦔(🐨) “Coming Soon! 💜👀". Il 1º settembre 2024 ha annunciato il singolo Neva Play, pubblicato il 6 settembre 2024, in collaborazione con RM che è il leader della boy band.
Il 3 ottobre 2024 la rapper ha anticipato il progetto tramite il suo profilo X, descrivendolo come "'hardest mixtape' of 2024". Il 19 ottobre 2024 ne ha annunciato tramite i suoi canali social l'uscita prevista per il 25 ottobre 2024.

### Tracce
1. Bigger in Texas – 2:32
2. Bourbon – 2:46
3. #1 Rule – 2:20
4. Roc Steady (feat. Flo Milli) – 2:19
5. Best Friend – 2:21
6. Right Now – 2:52
7. Mamushi (feat. Twice) (Remix) – 2:35
8. TYG (feat. Spiritbox) – 2:27
9. Motion – 2:14
10. Fell in Love – 2:27
11. He Think I Love Him – 1:35
12. Like a Freak – 1:16
13. Neva Play (feat. RM) – 2:37